# Blue Gene (Gene Ammons)
Blue Gene è un album di Gene Ammons, pubblicato dalla Prestige Records nel 1958. I brani furono registrati il 2 maggio 1958 al Van Gelder Studio di Hackensack, New Jersey (Stati Uniti).

## Tracce
Lato A
1. Blue Gene – 13:54 (Gene Ammons, Mal Waldron)
2. Scamperin' – 8:46 (Mal Waldron)

Lato B
1. Blue Greens and Beans – 9:00 (Bennie Green, Mal Waldron)
2. Hip Tip – 8:55 (Mal Waldron)

## Musicisti
- Gene Ammons - sassofono tenore
- Pepper Adams - sassofono baritono
- Idrees Sulieman - tromba
- Mal Waldron - pianoforte
- Doug Watkins - contrabbasso
- Art Taylor - batteria
- Ray Barretto - congas